# Waurá jezik
Waurá jezik (ISO 639-3: wau; aura, uaura, wauja), indijanski jezik aravačke porodice kojim govori oko 330 ljudi (2001 ISA) iz plemena Waurá na opodručju parku Xingú (aldeja Piyulaga) u brazilskoj državi Mato Grosso.
Donekle je razumljiv jeziku mehináku [mmh].

## Vanjske poveznice
- Ethnologue (14th)
- Ethnologue (15th)